# 2000年シドニーオリンピックの日本選手団
2000年シドニーオリンピックの日本選手団（2000ねんシドニーオリンピックのにほんせんしゅだん）は、2000年9月15日から10月1日まで開催された2000年シドニーオリンピックの日本代表選手団及び競技結果。選手名及び所属、記録は2000年当時のもの。

## 概要
- 人員 選手 268人、役員 171人
- 主将：杉浦正則（野球）
- 開会式旗手：井上康生（柔道）、閉会式旗手：高橋尚子（マラソン）
- 結団式・壮行会：8月27日（新高輪プリンスホテル）
- 解団式：10月3日（赤坂プリンスホテル）
- その他：開会式での選手団は日本ユニフォームセンター所属の5人のデザイナーがデザインし、西武百貨店が制作した赤や青など原色で彩ったグラデーションのマントで入場行進を行った。JOC内部でもトップシークレット扱いで、選手団にも開会式直前に手渡す程の念の入れようだったが、概ね不評だった。もとより、この色彩はLGBT・性的少数者（ゲイ、レズビアンなどの類）の象徴色である「レインボーフラッグ」に似ており、それが不評の原因にもなった。

## メダル獲得者

### 金メダル
- 高橋尚子（女子マラソン）
- 野村忠宏（柔道男子60kg級）
- 瀧本誠（柔道男子81kg級）
- 井上康生（柔道男子100kg級）
- 田村亮子（柔道女子48kg級）

### 銀メダル
- 中村真衣（競泳女子100m背泳ぎ）
- 田島寧子（競泳女子400m個人メドレー）
- 立花美哉・武田美保（シンクロナイズドスイミング・デュエット）
- 立花美哉・武田美保・藤井来夏・神保れい・米田祐子・磯田陽子・江上綾乃（シンクロナイズドスイミング・チーム）
- 永田克彦（レスリンググレコローマンスタイル69kg級）
- 篠原信一（柔道男子100kg超級）
- 楢﨑教子（柔道女子52kg級）
- 石川多映子・田本博子・斎藤春香・増淵まり子・藤井由宮子・山田美葉・伊藤良恵・松本直美・宇津木麗華・小林良美・小関しおり・高山樹里・内藤恵美・安藤美佐子・山路典子（ソフトボール）

### 銅メダル
- 中尾美樹（競泳女子200m背泳ぎ）
- 中村真衣・田中雅美・大西順子・源純夏（競泳女子4×100mメドレーリレー）
- 日下部基栄（柔道女子57kg級）
- 山下まゆみ（柔道女子78kg超級）
- 岡本依子（テコンドー女子67kg級）

## 陸上競技
監督：櫻井孝次

コーチ：高野進

コーチ：有川秀之

コーチ：大森重宜

コーチ：宗茂

コーチ：河野匡

コーチ：浜田安則

コーチ：広島日出国

コーチ：弘山勉

コーチ：小出義雄

コーチ：武冨豊

コーチ：田上敦巳

コーチ：室伏重信

トレーナー：岩本広明

総務：村尾愼悦

- 伊東浩司（富士通）
  - 男子100m：準決勝敗退（予選10秒25、準決勝10秒39）
  - 男子200m：準決勝敗退（予選20秒56、準決勝20秒67）
- 小島茂之（早稲田大学）
  - 男子100m：1次予選敗退（1次予選10秒59）
- 川畑伸吾（法政大学）
  - 男子100m：2次予選敗退（1次予選10秒39、2次予選10秒60）
- 末續慎吾（東海大学）
  - 男子200m：準決勝敗退（予選20秒37、準決勝20秒69）
- 田端健児（ミズノ）
  - 男子400m：1次予選敗退（1次予選46秒59）
- 山村貴彦（日本大学）
  - 男子400m：1次予選敗退（1次予選46秒25）
- 小坂田淳（大阪ガス）
  - 男子400m：2次予選敗退（2次予選46秒15）
- 花田勝彦（ヱスビー食品）
  - 男子5000m：予選敗退（13分41秒31）
  - 男子10000m：15位（予選27分45秒13、決勝28分08秒11）
- 高岡寿成（鐘紡）
  - 男子5000m：15位（予選13分29秒99、決勝13分46秒90）
  - 男子10000m：7位（予選27分45秒13、決勝27分40秒44）
- 谷川聡（ミズノ）
  - 男子110mハードル：2次予選敗退（2次予選13秒94）
- 山崎一彦（デサント）
  - 男子400mハードル：予選敗退（予選50秒15）
- 為末大（法政大学）
  - 男子400mハードル：予選敗退（予選1分01秒81、転倒）
- 河村英昭（三英社）
  - 男子400mハードル：予選敗退（予選50秒68）
- 佐藤信之（旭化成）
  - 男子マラソン：41位（2時間20分52秒）
- 川嶋伸次（旭化成）
  - 男子マラソン：21位（2時間17分21秒）
- 犬伏孝行（大塚製薬）
  - 男子マラソン：途中棄権
- 柳澤哲（綜合警備保障）
  - 男子20キロメートル競歩：22位（1時間25分03秒）
- 池島大介（長谷川体育施設）
  - 男子20キロメートル競歩：27位（1時間25分34秒）
- 今村文男（富士通）
  - 男子50キロメートル競歩：36位（4時間13分28秒）
- 小池昭彦（日立）
  - 男子50キロメートル競歩：失格
- 吉田孝久（ミズノ）
  - 男子走高跳：予選敗退（予選2m15cm）
- 森長正樹（ゴールドウィン）
  - 男子走幅跳：予選敗退（予選7m84cm）
- 渡辺大輔（ミズノ）
  - 男子走幅跳：3回ファール失格（記録なし）
- 杉林孝法（ミキハウス）
  - 男子三段跳：予選敗退（予選16m67cm）
- 横山学（百十四銀行）
  - 男子棒高跳：予選敗退（予選5m55cm）
- 室伏広治（ミズノ）
  - 男子ハンマー投：9位（予選78m49cm、決勝76m60cm）
- 伊東浩司・朝原宣治（大阪ガス）・小島茂之（決勝）・末續慎吾・川畑伸吾（予選、準決勝）
  - 男子4×100メートルリレー：6位（準決勝38秒31＝日本タイ記録、決勝38秒66）
- 苅部俊二（富士通）・小坂田淳・田端健児・山村貴彦
  - 男子4×400メートルリレー：準決勝敗退（予選3分05秒21、準決勝3分13秒63）
- 金沢イボンヌ（佐田建設）
  - 女子100mハードル：準決勝敗退（予選13秒11、準決勝13秒16）
- 市川良子（JAC AC）
  - 女子5000m：予選敗退（予選15分23秒41）
- 志水見千子（リクルート）
  - 女子5000m：予選敗退（予選15分48秒20）
- 田中めぐみ（あさひ銀行）
  - 女子5000m：予選敗退（予選15分39秒83）
- 川上優子（沖電気宮崎）
  - 女子10000m：10位（決勝31分27秒44）
- 高橋千恵美（日本ケミコン）
  - 女子10000m：15位（決勝31分52秒59）
- 弘山晴美（資生堂）
  - 女子10000m：20位（予選32分07秒68、決勝32分24秒17）
- 高橋尚子（積水化学）
  - 女子マラソン：金メダル（2時間23分14秒＝夏季オリンピック新記録）
- 山口衛里（天満屋）
  - 女子マラソン：7位（2時間27分03秒）
- 市橋有里（住友VISA）
  - 女子マラソン：15位（2時間30分34秒）
- 今井美希（ミズノ）
  - 女子走高跳：16位（1m92cm）
- 太田陽子（ミキハウス）
  - 女子走高跳：11位（1m94cm）

## 水泳

### 競泳
監督：青木剛

ドクター：金岡恒治

総務：緒方茂生

コーチ：上野広治

コーチ：鈴木陽二

コーチ：竹村吉昭

コーチ：高橋繁浩

コーチ：高橋雄介

コーチ：平井伯昌

コーチ：藤森善弘

トレーナー：加藤知生

トレーナー：小沢邦彦
- 平野雅人（ミキハウス）
  - 男子200m自由形：棄権
  - 男子400m自由形：予選落ち（3分51秒42）
  - 男子1500m自由形：予選落ち（15分14秒43）
- 荒瀬洋太（筑波大学）
  - 男子1500m自由形：予選落ち（15分18秒20）
- 林亨（中京大学大学院）
  - 男子100m平泳ぎ：21位（1分02秒86）
  - 男子200m平泳ぎ：14位（2分15秒16）
- 北島康介（本郷高等学校）
  - 男子100m平泳ぎ：4位（1分01秒34）
  - 男子200m平泳ぎ：予選落ち（2分15秒71）
- 山本貴司（近畿大学）
  - 男子100mバタフライ：5位（52秒58）
  - 男子200mバタフライ：9位（1分57秒66）
- 田中久喜（明治大学）
  - 男子200mバタフライ：12位（1分58秒06）
- 田渕晋（早稲田大学）
  - 男子200m個人メドレー：予選落ち（2分05秒68）
  - 男子400m個人メドレー：予選落ち（4分20秒76）
- 三木二郎（京都西高等学校）
  - 男子200m個人メドレー：16位（2分03秒90）
- 谷口晋矢
  - 男子400m個人メドレー：8位（4分20秒93）
- 源純夏（中央大学）
  - 女子50m自由形：8位（25秒25）
  - 女子100m自由形：7位（55秒53）
- 山田沙知子（須磨学園高等学校）
  - 女子400m自由形：予選落ち（4分12秒45）
  - 女子800m自由形：8位（8分37秒39）
- 中村真衣（中央大学）
  - 女子100m背泳ぎ：銀メダル（1分00秒55）
- 稲田法子（早稲田大学）
  - 女子100m背泳ぎ：5位（1分01秒14）
- 中尾美樹（近畿大学）
  - 女子200m背泳ぎ：銅メダル（2分11秒05）
- 田中雅美（中央大学）
  - 女子100m平泳ぎ：6位（1分08秒37）
  - 女子200m平泳ぎ：7位（2分26秒98）
- 磯田順子（中央大学）
  - 女子100m平泳ぎ：棄権
  - 女子200m平泳ぎ：16位（2分31秒71）
- 三田真希（須磨学園高等学校）
  - 女子100mバタフライ：予選落ち（1分00秒97）
  - 女子200mバタフライ：8位（2分10秒72）
- 大西順子（ミキハウス）
  - 女子100mバタフライ：6位（59秒13）
- 中西悠子（近畿大学）
  - 女子200mバタフライ：7位（2分09秒66）
- 萩原智子（山梨学院大学）
  - 女子200m個人メドレー：8位（2分15秒64）
  - 女子200m背泳ぎ：4位（2分11秒21）
- 田島寧子（日本体育大学）
  - 女子200m個人メドレー：26位（2分21秒65）
  - 女子400m個人メドレー：銀メダル（4分35秒96）
  - 女子400m自由形：予選落ち（4分17秒23）
- 中村真衣・田中雅美・大西順子・源純夏
  - 女子4×100mメドレーリレー：銅メダル（4分04秒16）

### 飛込
コーチ：馬淵崇英
- 寺内健（甲子園大学）
  - 男子10m高飛込：5位（636.90）
  - 男子3m飛板飛込：8位（634.47）

### シンクロナイズドスイミング
チームリーダー：本間三和子

ドクター：井村雅代

総務：友松由美子

トレーナー：白木仁

トレーナー：大金ユリカ
- 立花美哉（井村シンクロクラブ）・武田美保（井村シンクロクラブ）
  - デュエット：銀メダル（98.650）
- 立花美哉・武田美保・藤井来夏（井村シンクロクラブ）・神保れい（東京シンクロクラブ）・米田祐子（井村シンクロクラブ）・磯田陽子（立命館大学）・江上綾乃（立命館大学）・米田容子（立命館大学）・巽樹理（追手門学院大学）
  - チーム：銀メダル（98.860）

## 体操

### 体操競技
監督：村上哲朗

コーチ：平田倫敏

コーチ：森泉貴博

コーチ：山脇恭二

トレーナー：衛藤充朗
- 岩井則賢（大和銀行）
  - 男子種目別つり輪：7位（9.662）
- 斉藤良宏（大和銀行）
  - 男子個人総合：12位（57.361）
- 塚原直也（朝日生命）
  - 男子個人総合：18位（56.423）
  - 男子種目別鉄棒：8位（8.825）
- 藤田健一（徳洲会）
  - 男子個人総合：25位（55.874）
- 塚原直也・藤田健一・斉藤良宏・笠松昭宏（日本体育大学大学院）・岩井則賢・原田睦巳（セントラルスポーツ）
  - 男子団体総合：4位（229.857）
- 山脇佳奈（岐阜県立岐阜商業高等学校）
  - 女子個人総合：28位（36.642）
- 竹中美穂（豊田大谷高等学校）
  - 女子個人総合：予選落ち

### 新体操
監督：朝倉正昭

コーチ：五明みさ子

コーチ：中澤貴美枝

コーチ：秋山エリカ

トレーナー：脇元幸一
- 松永里絵子（東京女子体育大学）
  - 新体操個人総合：予選落ち（38.407）
- 岡森まどか（東京女子体育大学）・溝辺ゆかり（東京女子体育大学）・中島理恵（日本女子体育大学）・中田真美（東京女子体育大学）・村田由香里（東京女子体育大学）・稲田亜矢子（日本女子体育大学二階堂高等学校）
  - 新体操女子団体：5位（38.550）

### トランポリン
コーチ：塩野尚文

コーチ：福井卓也
- 中田大輔（金沢学院北国クラブ）
  - 男子トランポリン：12位（53.20）
- 古章子（金沢学院北国クラブ）
  - 女子トランポリン：6位（35.30）

## 自転車
チームリーダー：藤本清孝

監督：班目秀雄

コーチ：保坂晴稔

コーチ：高橋松吉

コーチ：三浦恭資

技術スタッフ：藤原冨美男

トレーナー：柳浩史
- 阿部良之（シマノ）
  - 男子個人ロードレース：途中棄権
- 稲村成浩（日本競輪選手会）
  - 男子1kmタイムトライアル：9位（1分05秒085）
- 神山雄一郎（日本競輪選手会）
  - 男子ケイリン：敗者復活戦にて降格
- 太田真一（日本競輪選手会）
  - 男子ケイリン：準決勝敗退
  - 男子スプリント：順位決定戦に進めず（10秒603）
- 長塚智広（日本競輪選手会）
  - 男子スプリント：順位決定戦に進めず（10秒595）
- 長塚智広・神山雄一郎・稲村成浩
  - 男子オリンピックスプリント：5位（45秒264＝日本新記録）
- 飯島誠（田村製作所）
  - 男子ポイントレース：16位（6点、-2）
- 鈴木雷太（ブリヂストン・アンカー）
  - 男子MTBクロスカントリー：34位（-1LAP）
- 南部博子（トレック・ジャパン）
  - 女子マウンテンバイククロスカントリー：26位（2時間06分13秒88）
- 沖美穂（チェブロ・アートネイチャー）
  - 女子個人ロードレース：41位（3分12秒40）
- 森本朱美（若桜中学校教員）
  - 女子ポイントレース：16位（0）

## ウエイトリフティング

### 男子
監督：三木功司

コーチ：細谷治朗
- 田頭弘毅（日栄薬品工業）
  - 男子56kg級：13位（252.5kg、スナッチ112.5kg+クリーン&ジャーク140.0kg）
- 菊妻康司（明治大学）
  - 男子56kg級：15位（250.0kg、スナッチ105.0kg+クリーン&ジャーク145.0kg）
- 池畑大（池畑モータース）
  - 男子62kg級：6位（300.0kg、スナッチ135.0kg+クリーン&ジャーク165.0kg）
- 宮路由久（渕脇殖産）
  - 男子69kg級：11位（320.0kg、スナッチ150.0kg+クリーン&ジャーク170.0kg）
- 吉本久也（吉本重機）
  - 男子105kg超級：怪我のため棄権（スナッチ180.0kg）

### 女子
監督：加藤仁

コーチ：関口脩
- 二柳かおり（平成国際大学職員）
  - 女子48kg級：6位（175.0kg、スナッチ75.0kg+クリーン&ジャーク100.0kg）
- 仲嘉真理（自衛隊）
  - 女子53kg級：7位（182.5kg、スナッチ77.5kg+クリーン&ジャーク105.0kg）
- 高橋百合子（自衛隊）
  - 女子58kg級：ジャーク失敗のため失格（スナッチ85.0kg）

## 柔道

### 男子
チームリーダー：南喜陽

監督：山下泰裕

コーチ：西田孝宏

コーチ：細川伸二

コーチ：高野裕光

コーチ：斉藤仁

ドクター：宮崎誠司

トレーナー：佐藤司
- 野村忠宏（ミキハウス）
  - 男子60kg級：金メダル
- 中村行成（旭化成）
  - 男子66kg級：7位（敗者復活2回戦敗退）
- 中村兼三（旭化成）
  - 男子73kg級：敗者復活戦敗退
- 吉田秀彦（新日本製鐵）
  - 男子90kg級：敗者復活戦不戦敗
- 瀧本誠（日本中央競馬会）
  - 男子81kg級：金メダル
- 井上康生（東海大学）
  - 男子100kg級：金メダル
- 篠原信一（旭化成）
  - 男子100kg超級：銀メダル

### 女子
監督：吉村和郎

コーチ：山本洋祐

コーチ：日蔭暢年

コーチ：山口香

コーチ：出口達也

ドクター：目崎登

トレーナー：富山正一
- 田村亮子（トヨタ自動車）
  - 女子48kg級：金メダル
- 楢﨑教子（ダイコロ）
  - 女子52kg級：銀メダル
- 日下部基栄（福岡県警）
  - 女子57kg級：銅メダル
- 前田桂子（筑波大学）
  - 女子63kg級：2回戦敗退
- 上野雅恵（住友海上火災）
  - 女子70kg級：敗者復活戦敗退
- 阿武教子（警視庁）
  - 女子78kg級：1回戦敗退
- 山下まゆみ（大阪府警）
  - 女子78kg超級：銅メダル

## ボクシング
監督：山根明

コーチ：梅下新介
- 辻本和正（奈良県体育協会）
  - 54kg級：2回戦敗退
- 塚本秀彦（日本大学）
  - 57kg級：1回戦敗退

## レスリング
監督：高田裕司

コーチ：土方政和

コーチ：赤石光生

コーチ：伊藤広道
- 田南部力（警視庁）
  - フリースタイル54kg級：10位（予選リーグ敗退）
- 宮田和幸（クリナップ）
  - フリースタイル63kg級：13位（予選リーグ敗退）
- 和田貴広（和歌山県教育庁）
  - フリースタイル69kg級：12位（予選リーグ敗退）
- 川合達夫（板倉高等学校教員）
  - フリースタイル85kg級：17位（予選リーグ敗退）
- 笹本睦（綜合警備保障）
  - グレコローマンスタイル58kg級：8位
- 元木康年（自衛隊）
  - グレコローマンスタイル63kg級：9位（予選リーグ敗退）
- 永田克彦（警視庁）
  - グレコローマンスタイル69kg級：銀メダル
- 片山貴光（自衛隊）
  - グレコローマンスタイル76kg級：17位（予選リーグ敗退）

## フェンシング
監督：澤田聡

コーチ：東松生
- 岡崎直人（警視庁）
  - 男子フルーレ個人：33位（初戦敗退）
- 長良将司（数井電気興業）
  - 男子サーブル個人：36位（初戦敗退）
- 新井祐子（藤井毛織）
  - 女子フルーレ個人：26位（2回戦敗退）
- 嶋田美和子（和歌山県教育庁）
  - 女子フルーレ個人：33位（初戦敗退）

## テコンドー
監督：桑田一夫

コーチ：金漢老
- 樋口清輝（大阪経済法科大学）
  - 男子58kg以下級：1回戦敗退
- 岡本依子（ルネスかなざわ）
  - 女子67kg以下級：銅メダル

## テニス
監督：福井烈

コーチ：丸山淳一
- 岩渕聡（ヨネックス）・島田トーマス（フリー）
  - 男子ダブルス：1回戦敗退
- 杉山愛（日本テレコム）
  - 女子シングルス：1回戦敗退
- 浅越しのぶ（フリー）
  - 女子シングルス：1回戦敗退
- 杉山愛・宮城ナナ（チームスカンジナビア）
  - 女子ダブルス：2回戦敗退

## バドミントン
監督：遠井稔男

コーチ：関根義雄

コーチ：銭谷欽治

コーチ：松野修二
- 舛田圭太（日本体育大学）
  - 男子シングルス：2回戦敗退
- 山田英孝（日本ユニシス）
  - 男子シングルス：2回戦敗退
- 井田貴子（三洋電機）
  - 女子シングルス：2回戦敗退
- 水井泰子（フジチュー）
  - 女子シングルス：5位
- 米倉加奈子（茨城トヨペット）
  - 女子シングルス：3回戦敗退
- 岩田良子（ヨネックス）・松田治子（フジチュー）
  - 女子ダブルス：2回戦敗退
- 井川里美（サンコー）・永峰弘子（サンコー）
  - 女子ダブルス：1回戦敗退

## 卓球
男子監督：前原正浩

女子監督：近藤欽司

トレーナー：米沢和洋

技術スタッフ：倉嶋洋介
- 田崎俊雄（協和発酵）
  - 男子シングルス：3回戦敗退
- 偉関晴光（ラララ）
  - 男子シングルス：2回戦敗退
- 松下浩二（ミキハウス）
  - 男子シングルス：3回戦敗退
- 偉関晴光・田崎俊雄
  - 男子ダブルス：2回戦敗退
- 松下浩二・渋谷浩（日産自動車）
  - 男子ダブルス：1回戦リーグ敗退
- 坂田倫子（熊本県スポーツ振興事業団）
  - 女子シングルス：2回戦敗退
- 小山ちれ（池田銀行）
  - 女子シングルス：5位
- 小西杏（ミキハウス）
  - 女子シングルス：3回戦敗退
- 坂田倫子・内藤和子（両備システムズ）
  - 女子ダブルス：1回戦リーグ敗退
- 小西杏・藤沼亜衣（四天王寺高等学校）
  - 女子ダブルス：2回戦敗退

## バレーボール

### ビーチバレー
監督：瀬戸山正二

ドクター：山下俊紀
- 高橋有紀子（小田急）・佐伯美香（ダイキ）
  - 女子ビーチバレー：4位（3位決定戦敗退）
- 石坂有紀子（フリー）・清家ちえ（ダイキ）
  - 女子ビーチバレー：19位（敗者復活戦敗退）

## サッカー
監督：フィリップ・トルシエ

コーチ：山本昌邦

コーチ：サミア

コーチ：望月一頼

ドクター：黒田良

トレーナー：早川直樹

総務：山下恵太

通訳：フローラン・ダバディー
- 楢﨑正剛（名古屋グランパスエイト）
- 都築龍太（ガンバ大阪）
- 森岡隆三（清水エスパルス）
- 宮本恒靖（ガンバ大阪）
- 松田直樹（横浜F・マリノス）
- 中澤佑二 （ヴェルディ川崎）
- 中田浩二（鹿島アントラーズ）
- 三浦淳宏（横浜F・マリノス）
- 明神智和（柏レイソル）
- 中村俊輔（横浜F・マリノス）
- 本山雅志（鹿島アントラーズ）
- 酒井友之（ジェフユナイテッド市原）
- 稲本潤一（ガンバ大阪）
- 西紀寛（ジュビロ磐田）
- 中田英寿（ASローマ）
- 平瀬智行（鹿島アントラーズ）
- 柳沢敦（鹿島アントラーズ）
- 高原直泰（ジュビロ磐田）
  - グループリーグ ○日本2-0南アフリカ共和国●
  - グループリーグ ○日本2-1スロバキア●
  - グループリーグ ●日本0-1ブラジル○
    - グループリーグ 2勝1敗（2位で決勝トーナメント進出）

  - 準々決勝 ●日本2-2アメリカ○（PK戦5-4で敗退）
  - 男子：6位（準々決勝敗退）

## 野球
監督：大田垣耕造

コーチ：野村収

コーチ：長崎慶一

コーチ：林裕幸

ドクター：渡邊幹彦

トレーナー：河野徳良

総務：中村勝彦

総務：柴田穣
- 黒木知宏（千葉ロッテマリーンズ）
- 松坂大輔（西武ライオンズ）
- 河野昌人（広島東洋カープ）
- 渡邊俊介（新日鉄君津）
- 杉内俊哉（三菱重工長崎）
- 杉浦正則（日本生命）
- 土井善和（日本生命）
- 山田秋親（立命館大学）
- 吉見祐治（東北福祉大学）
- 石川雅規（青山学院大学）
- 鈴木郁洋（中日ドラゴンズ）
- 野田浩輔（新日鉄君津）
- 阿部慎之助（中央大学）
- 田中幸雄（日本ハムファイターズ）
- 松中信彦（福岡ダイエーホークス）
- 中村紀洋（大阪近鉄バファローズ）
- 野上修（日本生命）
- 沖原佳典（NTT東日本）
- 平馬淳（東芝）
- 田口壮（オリックス・ブルーウエーブ）
- 梶山義彦（三菱自動車川崎）
- 赤星憲広（JR東日本）
- 飯塚智広（NTT東日本）
- 廣瀬純（法政大学）
  - 予選リーグ1回戦 ●日本 2-4 アメリカ○
  - 予選リーグ2回戦 ○日本 5-4 オランダ●
  - 予選リーグ3回戦 ○日本 7-3 オーストラリア●
  - 予選リーグ4回戦 ○日本 6-1 イタリア●
  - 予選リーグ5回戦 ○日本 8-0 南アフリカ●
  - 予選リーグ6回戦 ●日本 7-8 韓国○
  - 予選リーグ7回戦 ●日本 2-6 キューバ○
    - 予選リーグ4位（4勝3敗）で決勝トーナメント進出

  - 準決勝 ●日本 0-3 キューバ○
  - 3位決定戦 ●日本 1-3 韓国○
  - 最終成績：4位

## ソフトボール
監督：宇津木妙子

コーチ：福島泰史

コーチ：藤井まり子

ドクター：小松裕

トレーナー：土井良雄二

トレーナー：金城充知
- 石川多映子（日立ソフトウェア）・田本博子（日立ソフトウェア）・斎藤春香（日立ソフトウェア）・増淵まり子（東京女子体育大学）・藤井由宮子（日立高崎）・山田美葉（日立高崎）・伊藤良恵（日立高崎）・松本直美（日立高崎）・宇津木麗華（日立高崎）・小林良美（日立高崎）・小関しおり（日立高崎）・高山樹里（豊田自動織機）・内藤恵美（豊田自動織機）・安藤美佐子（デンソー）・山路典子（太陽誘電）
  - 予選リーグ1回戦 ○日本 4-1 キューバ●
  - 予選リーグ2回戦 ○日本 3-1 中国●
  - 予選リーグ3回戦 ○日本 2-1 アメリカ●
  - 予選リーグ4回戦 ○日本 1-0 オーストラリア●
  - 予選リーグ5回戦 ○日本 4-3 カナダ●
  - 予選リーグ6回戦 ○日本 2-0 イタリア●
  - 予選リーグ7回戦 ○日本 2-1 ニュージーランド●
    - 予選リーグ1位（7勝）で決勝トーナメント進出

  - 準決勝 ○日本 1-0 オーストラリア●
  - 決勝 ●日本 1-2 アメリカ○
  - 最終成績：銀メダル

## アーチェリー
監督：末田実

コーチ：立入彰修

コーチ：五百蔵正雄
- 松下和幹（自衛隊）
  - 男子個人総合：33位（1回戦敗退）
- 牧山雅文（近畿大学）
  - 男子個人総合：15位（3回戦敗退）
- 濱野裕二（近畿大学）
  - 男子個人総合：42位（1回戦敗退）
- 松下和幹・濱野裕二・牧山雅文
  - 男子団体：14位（3回戦敗退）
- 川内紗代子（近畿大学）
  - 女子個人総合：5位（準々決勝敗退）
- 浅野真弓（佐電工）
  - 女子個人総合：40位（1回戦敗退）

## 射撃

### ライフル射撃
監督：藤井優

コーチ：エミール・ドウシャノフ

コーチ：多田尚克

ドクター：清水寛
- 中重勝（広島県警）
  - ライフル射撃男子10mエアピストル：25位（573.0）
  - ライフル射撃男子50mフリーピストル：14位（558.0）
- 栗田直紀（自衛隊）
  - 男子50mスモールボアライフル3姿勢：40位（1138.0）
  - 男子50mスモールボアライフル伏射：35位（589.0）
- 柳田勝（自衛隊）
  - 男子10mエアライフル：34位（585.0）
- 西谷徳行（徳島県警）
  - 男子10mエアピストル：36位（564.0）
  - 男子50mフリーピストル：23位（552.0）
- 稲田容子（仙台育英高等学校職員）
  - 女子10mエアピストル：8位（481.2、予選383.0+決勝98.2）
  - 女子25mスポーツピストル：7位（679.6、予選581.0+決勝98.6）
- 三崎宏美（日立情報システムズ）
  - 女子10mエアライフル：15位（392.0）
  - 女子50mスモールボアライフル3姿勢：37位（558.0）
- 福島實智子（ミズノ）
  - 女子10mエアピストル：5位（483.7、予選383.0+決勝100.7）
  - 女子25mスポーツピストル：5位（684.8、予選585.0+決勝99.8）

### クレー射撃
監督：高橋昭

コーチ：伊東総一郎
- 竹葉多重子（愛媛県協会）
  - 女子トラップ：16位（56.0、予選敗退）
- 中山由起枝（東京都協会）
  - 女子ダブルトラップ：13位（94.0、予選敗退）

## セーリング
チームリーダー：山崎達光

監督：小松一憲

コーチ：大庭秀夫

コーチ：松山和興

コーチ：斎藤渉
- 見城元一（山口県連盟）
  - 男子ミストラル級：20位（135）
- 今井雅子（熊本県連盟）
  - 女子ミストラル級：10位（78）
- 佐藤麻衣子（英語版）（福岡大学）
  - 女子ヨーロッパ級：23位（172）
- 浜崎栄一郎（関東自動車）・宮井祐治（関東自動車）
  - 男子470級：18位（133）
- 重由美子（玄海セーリングクラブ）・木下アリーシア（玄海セーリングクラブ）
  - 女子470級：8位（66）
- 中村健次（関東自動車）・佐々木共之（横浜市消防局）
  - 49er級：16位（173）
- 鈴木國央（英語版）（日吉染業）
  - レーザー級：27位（202）

## ボート
監督：鈴木壮治

コーチ：阿部肇

コーチ：大林邦彦
- 田邉保典（NTT東日本東京）・佐藤寛弥（三洋電機滋賀）・小畑篤史（三洋電機滋賀）・村井啓介（中部電力）
  - 男子軽量級かじなしフォア：14位（6分18秒56、敗者復活戦敗退）
- 武田大作（ダイキ）・長谷等（中部電力）
  - 男子軽量級ダブルスカル：6位（6分29秒74）
- 岩本亜希子（早稲田大学）・吉田理子（明治生命）
  - 女子軽量級ダブルスカル：14位（7分15秒01）

## カヌー
コーチ：丸山一二

コーチ：藤野強
- 安藤太郎（英語版）（青梅市協会）
  - スラローム男子カヤックシングル：予選落ち（442.64）
- 丸山小百合（神戸甲北高等学校教員）
  - スプリント女子カヤックシングル500m：予選落ち（2分00秒833）

## トライアスロン
監督：飯島健二郎

コーチ：八尾彰一

コーチ・技術スタッフ：小美野通
- 小原工（チームテイケイ）
  - 男子：21位（1時間50分29秒95）
- 西内洋行（チームテイケイ）
  - 男子：46位（1時間56分59秒76）
- 福井英郎（シャクリー・FILA・GT・グリーンタワー）
  - 男子：36位（1時間52分04秒79）
- 細谷はるな（ニデック）
  - 女子：転倒により途中棄権
- 庭田清美（シャクリー・FILA・GT・グリーンタワー）
  - 女子：14位（2時間03分53秒01）
- 平尾明子（NTT東日本・NTT西日本）
  - 女子：17位（2時間04分18秒70）

## 馬術
監督：中野善弘

コーチ：渡辺弘

コーチ：岩谷一裕

技術スタッフ：シェリー・ビーバン

グルーム：セバスチャン・グイローム

グルーム：ペギー・デバン

グルーム：コムル・シェーン・ウィルキンソン

グルーム：グレイス・レネハン

グルーム：エリザベス・ラニエル

グルーム：ミカエラ・グリーンウッド

グルーム：クロー・ジャックマン

グルーム：グラシェラ・ブルーネット・ロセット
- 加藤大助（英語版）（クレイン、馬名：アクワバ）
  - 総合馬術総合馬術個人：馬の故障のためリタイア
- 広田龍馬（英語版）（那須トレーディングファーム、馬名：マンオブゴールド）
  - 障害飛越障害飛越個人：66位
- 杉谷泰造（シーダーバレー、馬名：マニアジョリー）
  - 障害飛越障害飛越個人：25位
- 白井岳（白井牧場不二ファーム乗馬クラブ、馬名：ヴィコンテドメニル）
  - 障害飛越障害飛越個人：37位
- 林忠義（北総乗馬クラブ、馬名：スワンキー）
  - 障害飛越障害飛越個人：44位
- 布施勝（英語版）（日本中央競馬会）・加藤大助（馬名：イルシブワーロック）・細野茂之（英語版）（八王子乗馬クラブ、馬名：ユッフデランド）・土屋毅明（英語版）（アイトップ、馬名：ライトオンタイム）
  - 総合馬術総合馬術団体：耐久において馬の故障のためリタイア
- 林忠義・広田龍馬（馬名：マンオブゴールド）・白井岳（馬名：ヴィコンテドメニル）・杉谷泰造（馬名：マニアジョリー）
  - 障害飛越障害飛越団体：11位

## デモンストレーション競技
- 土田和歌子
  - 女子800m車椅子：2位（1分56秒49）

## 本部
- 団長：八木祐四郎
- 副団長：笹原正三
- 総監督：佐藤宣践
- 本部役員（競技担当）：市原則之
- 本部役員（競技担当）：松永怜一
- 本部役員（医務担当）：川原貴
- 本部役員（広報担当）：竹田恒和
- 本部役員（競技担当）：安田矩明
- 本部役員（競技担当）：金子正子
- 本部役員（総務担当）：木下孝二
- アタッシェ：日田春光
- 本部員：平野祐司
- 本部員：渡部徹
- 本部員：森谷靖
- 本部員：今井泰徳
- 本部員：大野健二
- 本部員：竹村誠司
- 本部員：波多江智二
- 本部員：村山英之
- メディカルスタッフ：坂本静男
- メディカルスタッフ：増島篤
- メディカルスタッフ：内山英司
- メディカルスタッフ：川野哲英
- メディカルスタッフ：蒲田和芳
- メディカルスタッフ：野村亜樹
- プレスアタッシェ：木田恒晴
- サブプレスアタッシェ：永瀬義規
- サブプレスアタッシェ：細倉浩司
- サブプレスアタッシェ：柳谷直哉
- サブプレスアタッシェ：石井美樹
- 本部員（通訳）：浅野恵
- 本部員（通訳）：大原紀子